# Анна Пташицька
Анна Ядвіга Пташицька (уроджена Новацька, 13 жовтня 1911, Варшава — 24 жовтня 1967, Краків) — польська архітекторка.

## Життєпис
Дочка Міхала. 
Змалку брала активну участь у скаутингу. Навчалася на архітектурному факультеті Варшавського технічного університету, після закінчення якого в 1936 році вийшла заміж за архітектора Тадеуша Пташицького.
Під час Другої світової війни проводила дослідження з організації міських зелених зон, брала участь у підпільній боротьбі в лавах Союзу збройної боротьби, а потім і в Армії Крайовій. Після початку Варшавського повстання приєдналася до бойових дій, досягла звання підпоручника й отримала Бронзовий Хрест Заслуги з мечами. Крім того, вона отримала Золотий Хрест Заслуги (1954) та Медаль 10-річчя Народної Польщі (1954).
З лютого 1945 р. включилася в роботу Бюро відбудови Варшави, в листопаді того ж року приєдналася до свого чоловіка, який за ініціативою генерала Маріан Спихальський прийняв пропозицію про роботу в Дирекції реконструкції Вроцлава. Окрім роботи в Управлінні плану Вроцлава, вона працювала науковим співробітником на кафедрі міського планування Вроцлавського технологічного університету під керівництвом Тадеуша Врубеля. У 1950 році вона захистила докторську дисертацію на тему «Zieleni Wrocławia» на факультеті архітектури Варшавського політехнічного університету, а через кілька місяців приєдналася до чоловіка, який уже рік жив у Кракові.
З 1950 року протягом двох років була доцентом на архітектурному факультеті Краківського технічного університету. Вона входила до групи співорганізаторів Майстерні генплану, а потім керувала нею до червня 1955 року. Через місяць вона стала керівником Муніципальної студії містобудування Президії Національної ради міста Кракова. Була членом комісії містобудування та архітектури Польської академії наук та Національної ради міста Кракова.
У 1950 р. видала монографію під назвою Зелені насадження в містах (Народний видавничий кооператив, 227 стор.). У 1956 році вийшла перша урбаністична та архітектурна монографія Вроцлава, перші два розділи якої написала Анна Пташицька.
У 1958 році вона важко захворіла і була змушена обмежити свою професійну діяльність, проте брала участь у роботі SARP . Спочиває на Раковицькому цвинтарі, пл. LXVIII, ряд 11, місце 10.

## Виноски
1. 1 2  Internetowy Polski Słownik Biograficzny
2. 1 2  Чеська національна авторитетна база даних
3. 1 2  M.P. z 1955 r. nr 22, poz. 220.
4. ↑  M.P. z 1954 r. nr 98, poz. 1164.

## Зовнішні посилання
- Zenon Prętczyński, Wspomnienia o profesorach Wydziału Architektury Politechniki Wrocławskiej (z lat studiów 1947–1952), Oficyna Wydawnicza Politechniki Wrocławskiej, Wrocław 2005, s. 98-99 (PDF).
- Izabela Miczyńska "O dr. Annie Ptaszyckiej" Tygodnik Salwatorski Numer: 11/117 z 16 marca/1997
- Muzeum Powstania Warszawskiego, Powstańcze biogramy - Anna Ptaszycka
- Sejm Wielki, biogram Anny Jadwigi z Nowackich Ptaszyckiej. (пол.)